# Ismene pelusia
Ismene pelusia is een vlinder uit de familie van de grasmotten (Crambidae). De wetenschappelijke naam werd gepubliceerd in 1816 door Savigny.